# L'Enterrement de monsieur Bouvet
L'Enterrement de monsieur Bouvet est un roman policier belge de Georges Simenon publié en 1950 aux Presses de la Cité.
Simenon achève l'écriture de ce roman le 25 février 1950 à Carmel by the Sea (Californie), États-Unis.

## Résumé
Un matin du mois d'août, un petit bourgeois, M. Bouvet, meurt subitement, en feuilletant les images d'un bouquiniste des bords de la Seine, non loin de son appartement du quai de la Tournelle. On le croit sans famille. La scène ayant été photographiée par un étudiant américain, son portrait est diffusé par la presse.
Une femme se présente et reconnaît le mort comme étant son mari, Samuel Marsh, sujet américain, dont elle a perdu la trace, il y a vingt ans, alors qu'il exploitait une mine d'or au Congo. La fille du défunt et son mari se présentent à leur tour au chevet du mort. Arrive une dépêche d'Anvers : l'ancien associé de Marsh au Congo, Joris Costermans, détient la preuve que l'identité de Marsh est également fausse. 
L'enquête dont est chargé l'inspecteur Beaupère permet de découvrir en la personne d'une Mme Lair la sœur du mort : celui-ci se nomme en réalité Gaston Lamblot, il est le fils d'une famille lainière de Roubaix qui, après un début d'études universitaires, a disparu mystérieusement. Au service de l'Identité judiciaire, une fiche de 1897 fait apparaître que Lamblot a été impliqué dans une affaire criminelle de règlement de comptes. L'inspecteur Beaupère, poursuivant ses recherches, retrouve une ancienne prostituée, Mme Blanche, qui a vécu avec Lamblot, lequel fréquentait les milieux anarchistes avant la Première Guerre mondiale. 
Au terme de ces contretemps qui ont retardé l'enterrement de M. Bouvet au grand désappointement de sa concierge qui en a réglé les préparatifs, survient un nouvel incident : l'arrestation, en face du domicile de M. Bouvet où il est venu rôder, d'un personnage que la concierge reconnaît et prend pour un « Boche » qui, sous l'occupation allemande, s'était présenté pour voir M. Bouvet, alors que celui-ci se cachait en zone libre. En réalité, il s'agit d'un agent de l'Intelligence Service, O'Brien, qui a entendu parler de l'agent Corsico, « l'espion le mieux payé de la guerre 1914-1918 », travaillant au service de l'Angleterre, en Espagne : ce n'est autre que M. Bouvet qu'O'Brien, le sachant recherché par la Gestapo, avait cru bon de prévenir, bien qu'il ne le connût pas. 
On peut enfin enterrer M. Bouvet, qui partira entouré de ceux qui l'ont retrouvé.

## Aspects particuliers du roman
Le récit, qui procède de rebondissements entraînés par la révélation des identités successives du paisible M. Bouvet, fait entrevoir la trame d’un passé tissé d’existences diverses. Le thème sous-jacent de la marginalité émerge sporadiquement et se concrétise dans la figure épisodique d’un vieux clochard surnommé le Professeur.

## Fiche signalétique de l'ouvrage

### Cadre spatio-temporel

#### Espace
Paris (les quais de Seine).

#### Temps
Époque contemporaine, au lendemain de la Seconde Guerre mondiale.

### Les personnages

#### Personnage principal
Gaston Lamblot, alias René Bouvet, alias Samuel Marsh, alias Corsico, marié à une Américaine. Père d’une fille qu’il a perdue de vue après l’abandon de son ménage en 1932. Environ 75 ans.

#### Autres personnages
- Mme Jeanne, concierge de M. Bouvet
- Mrs Mary Marsh, son épouse
- Mme Lair, sa sœur
- Mlle Blanche, une de ses anciennes compagnes
- L’inspecteur Beaupère, de la P.J.

## Éditions
- Préoriginale n feuilleton dans l'hebdomadaire C'est la vie , n° 29-42 du 26 juin au 25 août 1950 avec des illustrations de Van Rompaey.
- Édition originale : Presses de la Cité, 1950
- Presses Pocket n°33, 1962
- Livre de Poche n° 14279, 1997  (ISBN 978-2-253-14279-9)
- Tout Simenon, tome 4, Omnibus, 2002  (ISBN 978-2-258-06045-6)
- Romans durs, tome 8, Omnibus, 2013  (ISBN 978-2-258-09395-9)
- Romans durs, tome 8, Omnibus, 2023  (ISBN 978-2-258-20265-8)

## Adaptation
- 1980 : L'Enterrement de monsieur Bouvet, téléfilm français réalisé par Guy-André Lefranc, avec Pierre Risch (M. Bouvet), Andrée Tainsy (Mme Blanche), Renée Faure (Mme Lair), Georges Chamarat (le Clochard) et Victor Garrivier (Inspecteur Beaupère).

## Source
- Maurice Piron, Michel Lemoine, L'Univers de Simenon, guide des romans et nouvelles (1931-1972) de Georges Simenon, Presses de la Cité, 1983, p. 156-157  (ISBN 978-2-258-01152-6)